# Хелмут Граупнер
Хелмут Граупнер је бечки адвокат, који се сматра главним заговорником ЛГБТ европских права у Бечу. Председник је Комитета за права Ламбда од оснивања, 1991. године.
Од 2005. године, аустријски је представник у Европској комисији за закон сексуалне оријентације (European Commission on Sexual Orientation Law, ECSOL).
Године 2016. Граупнеру је додељено Одликовање заслуге, највећа част коју додељује град Беч.
Године 2017. Граупнер је радио на случају за права пет истополних породица, што је резултовало пресудом највишег аустријског суда да је забрана венчања истополних парова дискриминаторна. Први истополни брак у Аустрији је био за Граупнерове клијенте у децембру 2018. године, а постали су доступни широј јавности почетком 2019. године.